# 2416 Sharonov
2416 Sharonov este un asteroid din centura principală, descoperit pe 31 iulie 1979 de Nikolai Cernîh.